# مايكل إس هوبكنز
مايكل إس هوبكنز (بالإنجليزية: Michael S. Hopkins)‏ (و. 1968 – م) هو ضابط، ورائد فضاء من الولايات المتحدة الأمريكية . ولد في ليبانون.

## ريادة الفضاء
شارك في المهمات الفضائية:
- البعثة 38
- البعثة 37
- Soyuz TMA-10M.

## التعليم
تعلم في جامعة ستانفورد، وجامعة إلينوي

## الخدمة العسكرية
خدم في القوات الجوية الأمريكية.